# Karl Gustav Holmberg
Karl Gustav Holmberg, född 28 september 1916 i Gullholmens församling, Göteborg och Bohus län, död 18 september 1994 i Skatelövs församling, Kronobergs län, var en svensk målare och grafiker. 
Han var son till befälhavaren Axel Linus Holmberg och Anna Elisabet Berntsson och från 1950 gift med Britt Olsson. Holmberg studerade för Tycho Ödberg i Stockholm 1934–1938 och för marinmålaren Ragnar Olson 1939 samt Isaac Grünewald 1942 och under studieresor i utlandet. Separat ställde han ut i bland annat Jönköping, Landskrona, Helsingborg, Eskilstuna och på Palma de Mallorca. Hans konst består av mariner och kustbilder med fartyg i dramatiska situationer i Marcus Larsons stil i olja, pastell, tempera och akvarell. Holmberg är representerad vid Göteborgs sjöfartsmuseum, Malmö museum, Landskrona museum, Helsingborgs museum, Linköpings konstmuseum, Norrköpings konstmuseum, Eskilstuna konstmuseum, Göteborgs konstmuseum, Smålands museum och Göteborgs stadsmuseum.